# Ho Cse-csang

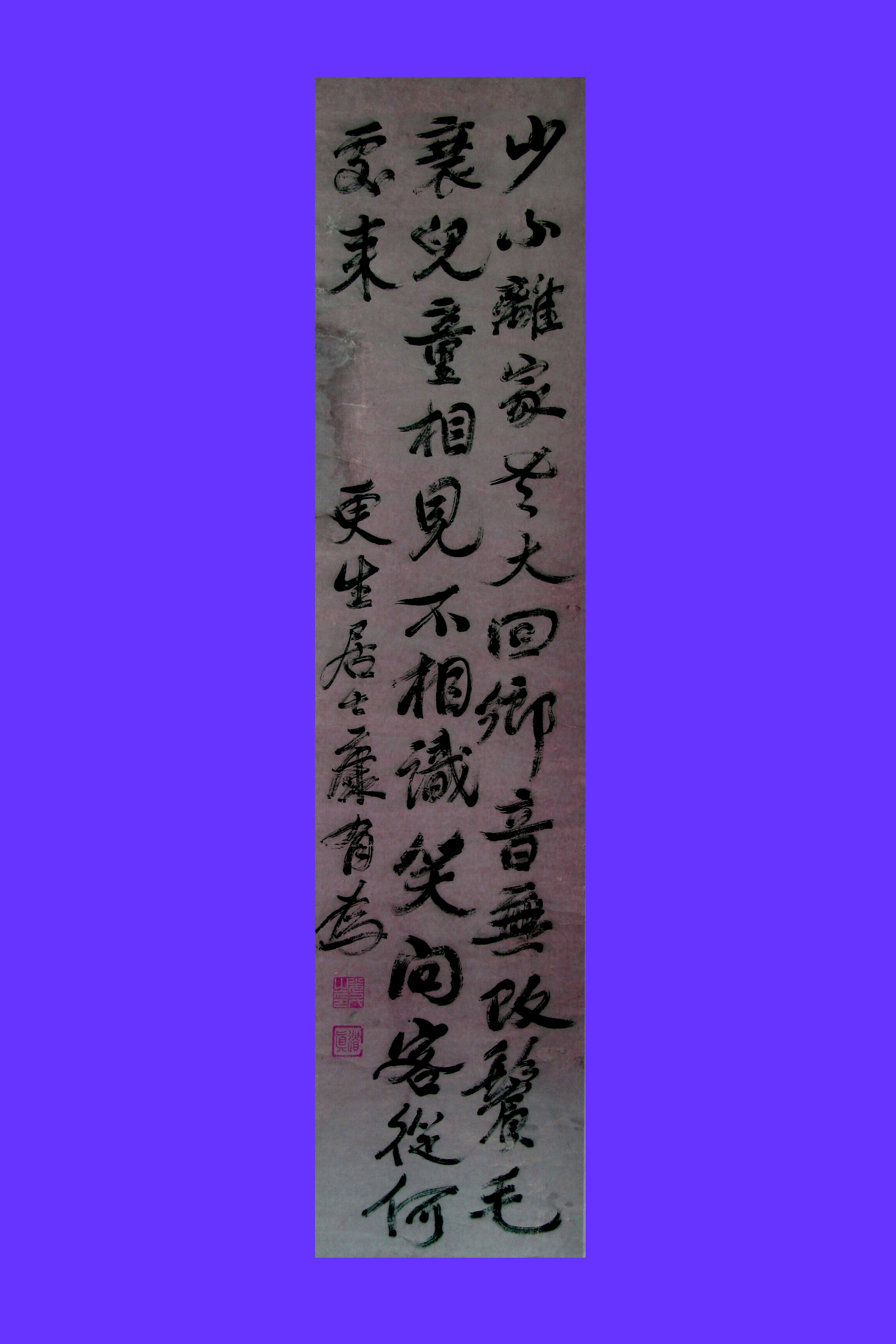
Tang-kori vers: Visszatérés, Nantoyōsō gyűjtemény, Japán

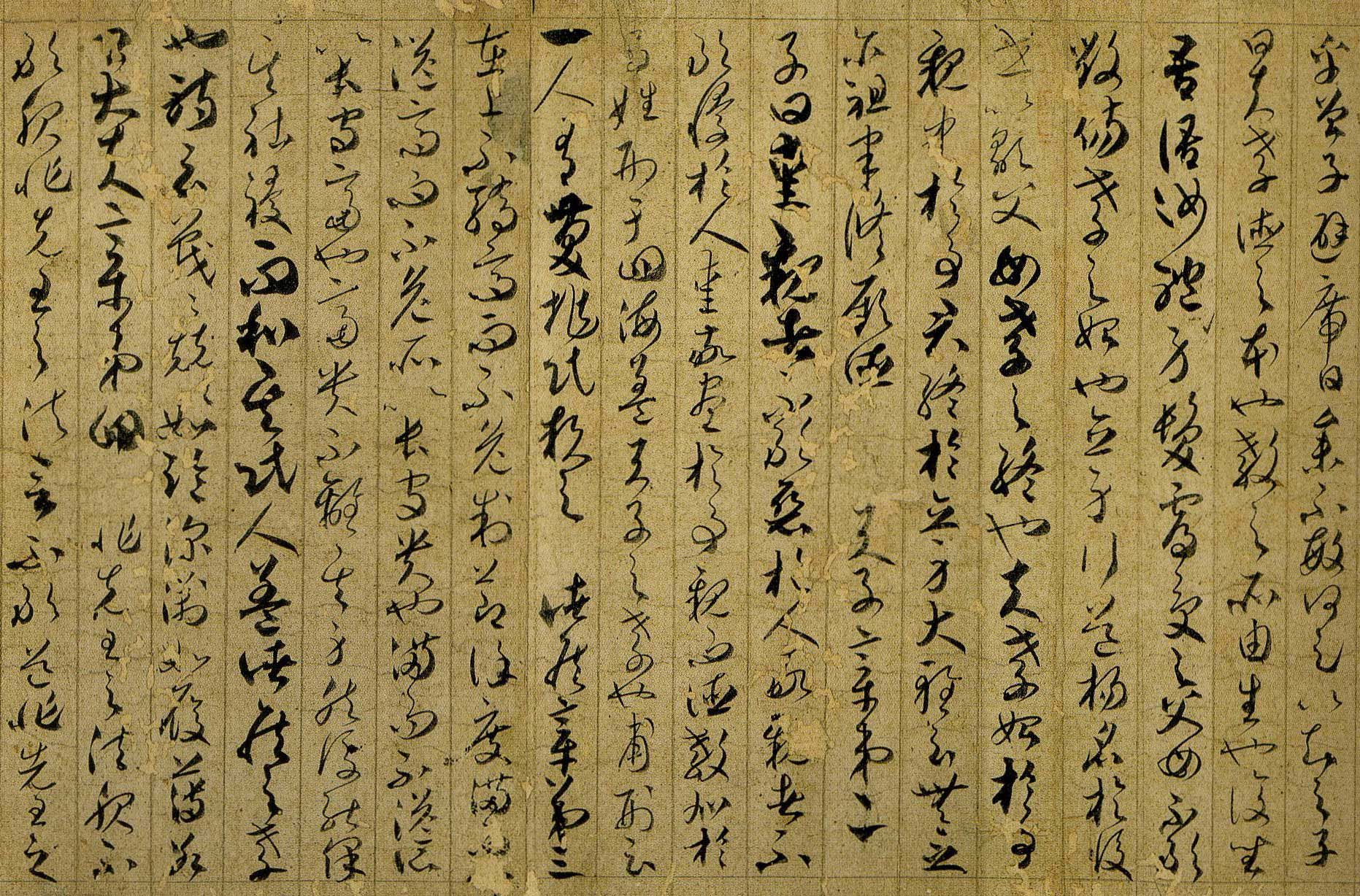
Kalligráfiája

Ho Cse-csang (hagyományos kínai: 賀知章; egyszerűsített kínai: 贺知章; pinjin: Hè Zhīzhāng; magyar népszerű: Lo Kuan-csung; 659–744), udvariassági név: Csi-csen (Jizhen)) Tang-kori kínai költő, a kínai költészet kiemelkedő alakja.
Egyike volt a „Borospohár nyolc halhatatlanja” csoportnak, akik az utókor szerint az alkohol élvezetének hódoltak.
A Tang-dinasztia Hszüancung (Xuanzong) (Li Lung-csi (Li Long Ji)) császára udvarában magas tisztségeket töltött be. Pártfogolta az irodalmat, művészetet. Amikor idős korában visszavonult, a császár búcsúverset írt hozzá. A mai Ningpo (Ningbo) városában, Csöcsiang (Zhèjiāng) tartományban telepedett le. A Tienji-pavilon (Tianyi pavilon) parkjában ma is áll egy kis épület az ő emlékére. A kor jellegzetes alakja volt. Li Paj (Li Bai)t ő nevezte el száműzött halhatatlannak.
Keveset írt, de egy költeménye ott van a Tang-kor (618–907) legszebb háromszáz verse közt. Munkái nyomtatásban először 1600 előtt jelentek meg.
Egyik leghíresebb verse a Visszatérés:

Gyermekkoromban hagytam el,
vénen falumba visszatértem.
Ugyanaz még a nyelv, a szó,
hajam világít csak fehéren.
Szülőfalumnak apraja,
a gyerekhad már meg sem ismer.
Megmosolyognak, kérdezik:
honnan jöttél idegen ember?

## Magyarul
- A három királyság története. Hat fejezet Lo Kuan-csung regényéből; ford. Ecsedy Ildikó; MTA Orientalisztikai Munkaközösség, Bp., 1987 (Történelem és kultúra)
- A három királyság története at fejezet Lo Kuan-csung történelmi regényéből; ford. Ecsedy Ildikó; 2. jav. kiad.; MTA Orientalisztikai Munkaközösség–Balassi, Bp., 1997 (Történelem és kultúra)